# Галицьке музичне товариство
Галицьке музичне товариство — музична організація, що діяла в 1838—1939 роках, відроджена у 2019 році.

## Історія
Галицьке музичне товариство — одне з найстаріших у Східній Європі. Від моменту свого утворення у 1838 році протягом століття (до 1939) воно відігравало надзвичайно важливу, піонерську роль у розвитку музичної культури Львова та Галичини. ГМТ продовжувало традиції Музичного товариства Святої Цецилії, заснованого Францем Моцартом — сином Вольфганга Амадея Моцарта.
ГМТ зуміло здійснити ряд фундаментальних перетворень в музичному житті Львова і цілого краю, наслідками яких культурна громадськість користується до сьогодні. Зокрема ГМТ вплинуло на розвиток аматорського і професійного музикування у різних соціальних та національних середовищах, музичне виконавство, професійну музичну освіту не лише у Львові, але й в усій Галичині, оскільки за його зразком виникали подібні інституції в інших містах, займалося інтенсивною концертною, просвітницькою діяльністю, дбаючи про відповідне естетичне виховання суспільства, постійно крокуючи в авангарді сучасних тенденцій. Діяльність ГМТ вплинула на появу багатьох подібних товариств у поліетнічному та полікультурному середовищі Львова і Галичини. Як центральний духовний осередок краю, Товариство патронувало всі інші аналогічні інституції та об'єднання. Товариство об'єднувало не тільки сотні меломанів, аматорів-дилетантів, чи просто шанувальників музики, але й видатних музикантів – співаків, інструменталістів, диригентів, композиторів, педагогів, музикознавців, стимулювало регіональну композиторську творчість. У різні часи почесними і діючими членами ГМТ були представники польської (Станіслав Монюшко, Генрик Венявський, Марцеліна Чарторийська, Ігнацій Ян Падеревський), німецької (Йоганнес Брамс, Йозеф Кристоф Кесслер, Юзеф Безендорфер) та української (Олександр Мишуга, Анатоль Вахнянин) культури.
Завдяки ініціативі ГМТ і його керівництву (Йоганн Рукґабер, Юзеф Башни, Францішек Пьонтковський, Траугот Горгон, Кароль Мікулі, Рудольф Шварц, Мєчислав Солтис, Адам Солтис) Львів приймав на своїх сценах видатних музикантів своєї епохи — Кароля Ліпінського, Станіслава Сервачинського, Йозефа-Христофа Кесслера, Улє Булля, Тересу Оттаво, Анрі В’єтана, Ференца Ліста, Генрика і Юзефа Венявських, Станіслава Монюшка, княгиню Марцеліну Чарторийську, Йоганнеса Брамса, Броніслава Губермана, Джемму Беллінчіоні, Пабло Сарасате, Йожефа Йоахіма, Ігнація Яна Падеревського, Зиґмунта Носковського, Владислава Желєнського та багатьох інших. До появи концертних бюро та агенцій, філармонії саме Товариство відповідало за інтенсивність і якість концертного життя в місті. Завдяки активній концертній діяльності Товариства у 1891 році виникло Концертне бюро, що запрошувало на львівську естраду кращих виконавців світу, а водночас підтримували найталановитіших місцевих виконавців, нерідко даючи їм успішний старт до світової кар'єри.

## Відновлення діяльності
Після 80 років утисків та забуття Галицьке музичне товариство було відновлене у 2019 році. Директором було обрано — Тараса Демка.
Сьогодні Галицьке музичне товариство об'єднує більше 100 членів — відомих музикантів, аматорів та пошановувачів музичного мистецтва.